# Gushiegu

Gushiegu (eller Gushegu) är en ort i nordöstra Ghana. Den är huvudort för distriktet Gushiegu, och folkmängden uppgick till 20 413 invånare vid folkräkningen 2010.